# Montperreux
Montperreux är en kommun i departementet Doubs i regionen Bourgogne-Franche-Comté i östra Frankrike. Kommunen ligger i kantonen Pontarlier som tillhör arrondissementet Pontarlier. År 2022 hade Montperreux 933 invånare.

## Befolkningsutveckling
Antalet invånare i kommunen Montperreux
Referens:INSEE